# Les Six

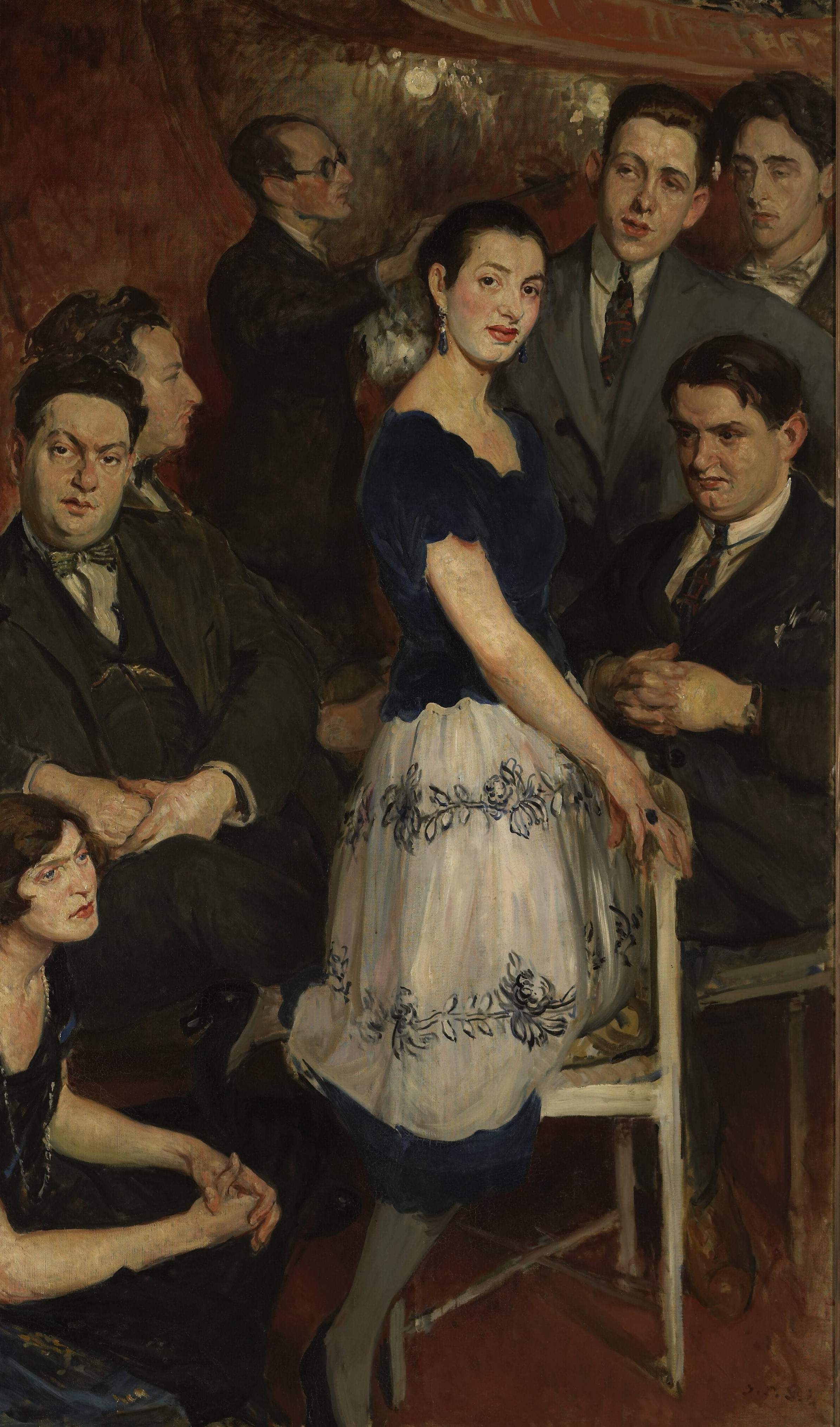
Le Groupe des six, pintura de 1921 de Jacques-Émile Blanche. Nesta pintura de oito pessoas, só cinco dos Les Six estão representados; Louis Durey não estava presente. Ao centro, o pianista Marcelle Meyer. À esquerda, de baixo para cima: Germaine Tailleferre, Darius Milhaud, Arthur Honegger, Jean Wiener. À direita, em pé, Francis Poulenc e Jean Cocteau; Sentado, Georges Auric.

Les Six, (do francês: Os Seis), foi um grupo de seis compositores franceses da primeira metade do século XX, formado por Georges Auric, Louis Durey, Arthur Honegger, Darius Milhaud, Francis Poulenc e Germaine Tailleferre, ficou conhecido.
Estabelecidos em Montparnasse, França, os principais inspiradores do grupo foram Erik Satie e Jean Cocteau. As suas músicas representavam uma reação ao Wagnerismo e impressionismo e a designação Les Six estabelecia uma relação com o Grupo dos cinco de São Petersburgo, Balakirev, Rimski-Korsakov, Borodine, Mussorgski e César Cui.
O grupo foi baptizado pelo crítico Henri Collet em um artigo intitulado "Les cinq russes, les six français et M. Satie" ("Os cinco russos, os seis franceses e o Sr. Satie"), publicado na edição de 16 de janeiro de 1920 do jornal Comœdia. Collet estava presente em uma das primeiras reuniões do grupo, que até então era conhecido como "os Novos Jovens" ("les Nouveux Jeunes"), como Satie os chamava.

## Membros
Os membros do Grupo dos Seis foram:
| Nome                 | Nasceu | Morreu |
| -------------------- | ------ | ------ |
| Georges Auric        | 1899   | 1983   |
| Louis Durey          | 1888   | 1979   |
| Arthur Honegger      | 1892   | 1955   |
| Darius Milhaud       | 1892   | 1974   |
| Francis Poulenc      | 1899   | 1963   |
| Germaine Tailleferre | 1892   | 1983   |

Outros compositores associados ao grupo, e que também poderiam ser considerados membros, incluem Alexis Roland-Manuel (1891–1966), Pierre Menu (1896–1919) e Henri Cliquet-Pleyel (1894–1963).

## História
Um grupo de jovens músicos parisienses, semi-oficialmente conhecidos como Les Six, condensaram em suas músicas a ideia de economia de expressão. A meta deles era brevidade e clareza, assim como oposição ao romanticismo alemão e ao impressionismo. Eles eram mais receptíveis ao jazz, e adotaram sua sincopação e seus ritmos complexos, incluindo o tempo quíntuplo e séptuplo, interjeitado nos tempos mais simples, binário ou quaternário, em suas obras eruditas. Instrumentos de sopro de madeira e metal eram mais usados do que os cordofones, e o piano se tornou um instrumento percussivo. A harmonia era quase sempre tonal. A estética dos Les Six, no seu auge entre 1917 e 1927, pode ser definido como "beleza da banalidade". No final, o movimento resultou em pastiche do neoclassicismo, assim como nas obras de Poulenc. Nos Les Six incluia-se quatro membros que escreviam para flauta: Honegger, Taileferre, Milhaud e Poulenc.

## Obras
Entre as obras que caracterizam o estilo dos Seis temos:
- L'Album des six (os seis, colaborativamente)
- Les Mariés de la Tour Eiffel (Milhaud, Auric, Tailleferre, Honegger e Poulenc em cenário de Cocteau)
- Parade (Satie)
- Gnossiennes (Satie)
- Três Gymnopédies (Satie)
- Romance sans paroles (Durey)
- Cinco bagatelas (Auric)
- Sonata para violoncelo e piano (Poulenc)
- Scaramouche (Milhaud)
- Sonata para violino solo (Honegger)
- Suite Burlesque (Tailleferre)